# Suevia (Schiff)
Die Suevia war das zuletzt gebaute Schiff der Hammonia-Klasse und wurde 1874 für die Hamburg-Amerikanische Packetfahrt-Actien-Gesellschaft (HAPAG) in Schottland gebaut. Sie war zu der Zeit das größte und schnellste HAPAG Schiff und wurde 20 Jahre lang überwiegend auf der Strecke Hamburg – New York eingesetzt. Dadurch spielte es eine Rolle bei der Auswanderung von Deutschen in die Vereinigten Staaten von Amerika.
Die Suevia bot 100 Passagieren der ersten Klasse, 70 der zweiten und 600 der dritten Klasse im Zwischendeck Platz.
Das zweimastige Schiff erreichte eine Geschwindigkeit von 13 Knoten. Im Jahr 1884 erhielt es in der Reiherstiegwerft neue Dampfkessel. Seine letzte Reise im Dienste der HAPAG trat es am 27. Oktober 1894 an; 1896 wurde es an Schiaffino, Nyer & Siges in Algerien verkauft und erhielt den Namen Quatre Amis. 1898 strandete es in der Schelde in der Nähe von Antwerpen, wurde nach Marseille geschleppt und dort abgewrackt.

## Kollision
Am 13. April 1889 kollidierte die Suevia bei dichtem Nebel vor Nantucket mit dem amerikanischen Lotsenschoner Commodore Bateman, das daraufhin sank. Dabei verloren zwei Menschen ihr Leben. Die Commodore Bateman hatte erst 1888 ihren Dienst aufgenommen.